# Municipio de Winsor (Minnesota)
El municipio de Winsor (en inglés: Winsor Township) es un municipio ubicado en el condado de Clearwater en el estado estadounidense de Minnesota. En el año 2010 tenía una población de 90 habitantes y una densidad poblacional de 0,97 personas por km².

## Geografía
El municipio de Winsor se encuentra ubicado en las coordenadas 47°48′41″N 95°30′19″O / 47.81139, -95.50528. Según la Oficina del Censo de los Estados Unidos, el municipio tiene una superficie total de 92.77 km², de la cual 92,61 km² corresponden a tierra firme y (0,17 %) 0,16 km² es agua.

## Demografía
Según el censo de 2010, había 90 personas residiendo en el municipio de Winsor. La densidad de población era de 0,97 hab./km². De los 90 habitantes, el municipio de Winsor estaba compuesto por el 95,56 % blancos, el 1,11 % eran afroamericanos, el 1,11 % eran amerindios, el 2,22 % eran asiáticos. Del total de la población el 0 % eran hispanos o latinos de cualquier raza.